# Tripleurospermum maritimum subsp. maritimum
Tripleurospermum maritimum subsp. maritimum es la subespecie autónima de Tripleurospermum maritimum perteneciente la familia de las compuestas.

## Taxonomía
Tripleurospermum maritimum subsp. maritimum publicación desconocida.